# Liste du patrimoine immobilier classé d'Esneux
Cette page regroupe l'ensemble du patrimoine immobilier classé de la communne belge d'Esneux.
| Objet | Année de construction / Architecte | Adresse                | Section communale | Coordonnées                      | Numéro d’inventaire | Illustration |
| --- | ---------------------------------- | ---------------------- | ----------------- | -------------------------------- | ------------------- | --- |
| Echauguette de la ferme d'Evieux |                                    |                        |                   | 50° 31′ 28″ nord, 5° 34′ 16″ est | 62032-CLT-0001-01   | Echauguette de la ferme d'Evieux |
| Deux tilleuls (S) dans le bois d'Avionpuits. |                                    |                        |                   | 50° 32′ 17″ nord, 5° 35′ 22″ est | 62032-CLT-0002-01   | Image manquanteTéléverser |
| Plateau de Beaumont |                                    |                        |                   | 50° 32′ 15″ nord, 5° 34′ 07″ est | 62032-CLT-0004-01   | Image manquanteTéléverser |
| Les pentes du plateau de Beaumont |                                    |                        |                   | 50° 32′ 14″ nord, 5° 33′ 33″ est | 62032-CLT-0005-01   | Image manquanteTéléverser |
| Site du parc Mary |                                    |                        |                   | 50° 31′ 27″ nord, 5° 32′ 41″ est | 62032-CLT-0007-01   | Image manquanteTéléverser |
| Château de La Vaux (M) et parc (S) |                                    |                        |                   | 50° 32′ 00″ nord, 5° 33′ 57″ est | 62032-CLT-0008-01   | Image manquanteTéléverser |
| Ourthe |                                    |                        |                   | 50° 33′ 33″ nord, 5° 33′ 14″ est | 62032-CLT-0010-01   | Ourthe |
| Bois, dit le Boubou |                                    |                        |                   | 50° 33′ 01″ nord, 5° 35′ 37″ est | 62032-CLT-0011-01   | Bois, dit le Boubou |
| Extension de classement du bois, dit le Boubou |                                    |                        |                   | 50° 32′ 53″ nord, 5° 35′ 35″ est | 62032-CLT-0012-01   | Image manquanteTéléverser |
| Le Château Brunsode (façades et toitures) (M) et parc (partie, dont quatre tulipiers de Virginie et un hêtre pourpre) (S) |                                    |                        |                   | 50° 34′ 07″ nord, 5° 35′ 10″ est | 62032-CLT-0014-01   | Le Château Brunsode (façades et toitures) (M) et parc (partie, dont quatre tulipiers de Virginie et un hêtre pourpre) (S)                                                                                                  |
| Vallée de la Chawresse |                                    |                        |                   | 50° 33′ 01″ nord, 5° 36′ 13″ est | 62032-CLT-0017-01   | Image manquanteTéléverser |
| Extension de l'ensemble formé par la Vallée de la Chawresse et le bois entourant le mémorial A. Donnay ainsi que les terrains situés entre le bois des Manants et le site classé du Boubou.                                                                                                 |                                    |                        |                   | 50° 33′ 06″ nord, 5° 35′ 30″ est | 62032-CLT-0018-01   | Image manquanteTéléverser |
| Le lit de l'Ourthe et ses berges, jusqu'à leur point le plus élevé, ainsi que les chemins et sentiers tant communaux que de l'État qui les longent et y donnent accès, depuis le pont Neuray d'Esneux jusqu'au pont d'Hony, prolongeant la rue du Centre.                                   |                                    |                        |                   | 50° 33′ 03″ nord, 5° 33′ 16″ est | 62032-CLT-0020-01   | lit de l'Ourthe |
| Rocher, dit La Roche Trouée et alentours. |                                    |                        |                   | 50° 31′ 58″ nord, 5° 34′ 04″ est | 62032-CLT-0021-01   | Image manquanteTéléverser |
| Monument: les façades et toitures, le rez-de-chaussée et la cage d'escalier du château Le Fy sis au lieu-dit Bois Madame. |                                    |                        |                   | 50° 31′ 59″ nord, 5° 34′ 15″ est | 62032-CLT-0022-01   | Monument: les façades et toitures, le rez-de-chaussée et la cage d'escalier du château Le Fy sis au lieu-dit Bois Madame.                                                                                                  |
| Presbytère Saint-Hubert (façades et toitures - toutes annexes exclues) ainsi que le mur d'enceinte qui borde la rue du Mont (M) et l'ensemble formé par le presbytère et son jardin (S). |                                    | Rue du Mont n° 13      |                   | 50° 32′ 03″ nord, 5° 34′ 10″ est | 62032-CLT-0023-01   | Image manquanteTéléverser |
| Fermette (façades et toitures), quai des Pêcheurs, n° 2 |                                    | quai des Pêcheurs n° 2 |                   | 50° 32′ 51″ nord, 5° 35′ 25″ est | 62032-CLT-0024-01   | Image manquanteTéléverser |
| Carrières de Montfort |                                    |                        |                   | 50° 30′ 37″ nord, 5° 34′ 06″ est | 62032-CLT-0026-01   | Image manquanteTéléverser |
| Maison (façade à rue et totalité de la toiture) et à l’intérieur : cheminée et table d’affinage des fromages (M) |                                    | Rue du Centre, n°43    |                   | 50° 32′ 27″ nord, 5° 34′ 46″ est | 62032-CLT-0027-01   | Image manquanteTéléverser |
| Hameau de Ham (EA) |                                    |                        |                   | 50° 32′ 33″ nord, 5° 33′ 31″ est | 62032-CLT-0028-01   | Hameau de Ham (EA) |
| Château d'Avionpuits: château, partie de la ferme et de ses dépendances (EA); deux tours d'angle vers le parc, mur d'enceinte du parc (à l'exclusion de la gloriette), mur de soutènement de l'étang, ferronneries (M); château, ferme, dépendances, parc, drève d'érables et alentours (S) |                                    |                        |                   | 50° 32′ 06″ nord, 5° 35′ 43″ est | 62032-CLT-0029-01   | Château d'Avionpuits |
| Le plateau de Beaumont |                                    |                        |                   | 50° 32′ 15″ nord, 5° 34′ 07″ est | 62032-PEX-0001-01   | Image manquanteTéléverser |
| Les pentes du plateau de Beaumont |                                    |                        |                   | 50° 32′ 14″ nord, 5° 33′ 33″ est | 62032-PEX-0002-01   | Image manquanteTéléverser |
| Le lit de l'Ourthe et ses berges, jusqu'à leur point le plus élevé, ainsi que les chemins et sentiers tant communaux que de l'État qui les longent et y donnent accès, depuis le pont Neuray d'Esneux jusqu'au pont d'Hony                                                                  |                                    |                        |                   | 50° 33′ 03″ nord, 5° 33′ 16″ est | 62032-PEX-0003-01   | Le lit de l'Ourthe et ses berges, jusqu'à leur point le plus élevé, ainsi que les chemins et sentiers tant communaux que de l'État qui les longent et y donnent accès, depuis le pont Neuray d'Esneux jusqu'au pont d'Hony |